# アデル (歌手)
アデル・ローリー・ブルー・アドキンス（Adele Laurie Blue Adkins MBE、1988年5月5日 - ）は、イギリスの歌手。

## 略歴
英国BBCの人気投票企画「サウンド・オブ・2008」でトップになり、同年のデビューアルバム「19」がチャート初登場1位を獲得。2009年の米国グラミー賞で最優秀新人賞と最優秀女性ポップボーカルパフォーマンス賞の2部門を獲得。2011年にリリースされた2枚目のアルバム『21』は全世界で3000万枚以上のアルバムセールスを記録。2012年の同賞で主要3部門（最優秀アルバム賞、最優秀楽曲賞、最優秀レコード賞）を含む全6部門の賞を獲得。『21』は全世界で3000万枚以上のアルバムセールスを記録した。2015年にリリースされた3枚目のアルバム『25』は、アメリカでは発売初週だけで338万枚を売り上げ、アメリカとイギリス両国で2015年に最も売れたアルバムとなる。2017年の米国グラミー賞で主要3部門（最優秀アルバム賞、最優秀楽曲賞、最優秀レコード賞）を再び受賞する前人未到の歴史的快挙を果たす。
これまでに『グラミー賞』15回受賞（18回ノミネート）。2012年9月時点で、全世界での総売上が2300万枚を突破。

## 来歴
4歳から歌うことに夢中になり、幼い頃は友人とパーティーでスパイス・ガールズの真似をして遊んでいたという。その後9歳でブライトンに、11歳で南ロンドンに引っ越した。16歳から作曲とギター演奏を開始。音楽学校であるブリット・スクールを卒業。そこではレオナ・ルイスとジェシー・Jが同級生であった。
2008年1月にリリースしたデビューアルバムの『19』はイギリスのアルバムチャートでは初登場で1位を記録したが、アメリカ合衆国のビルボードアルバムチャートでは初登場149位だった。しかし、2008年10月に放送された『サタデー・ナイト・ライヴ』への出演で注目を集めることになる。
2009年第51回グラミー賞に、主要2部門を含む4部門でノミネートされ、最優秀新人賞と最優秀ポップ女性歌手を受賞した。
2011年1月にリリースしたセカンドアルバム『21』は19カ国で1位を獲得し、年末には売り上げが1700万枚を超え（21世紀に発売されたアルバムとして3作目）、さらに全米ビルボードアルバムチャートにて発売以来39週連続でトップ5位以内を記録し、マイケル・ジャクソンが持っていた38週連続トップ5の記録を抜いて歴代1位になるという記録を樹立したほか、3つのギネス記録に認定された。母国イギリスでの売り上げは460万枚を超え、国内歴代セールスは1位クイーンの『グレイテスト・ヒッツ』(5,863,000枚)、2位ザ・ビートルズの『サージェント・ペパーズ・ロンリー・ハーツ・クラブ・バンド』(5,044,000枚)、3位アバの『アバ・ゴールド』(4,989,000枚)に次ぐ4位に食い込んだ。全世界で3000万枚以上の売上を記録し、“2010年代に世界で最も売れたアルバム”として記録されている。なお、アルバムのテーマは“恋人との別れ”。
2012年第54回グラミー賞に主要3部門（最優秀アルバム賞、最優秀楽曲賞、最優秀レコード賞）を含む6部門でノミネートされ、ノミネートされたすべての賞を獲得した。受賞のリストは、アルバム『21』が最優秀アルバム賞・最優秀ポップ・ヴォーカル・アルバムの2部門、シングル「Rolling in the Deep」が最優秀レコード賞・最優秀楽曲賞・最優秀短編音楽ビデオの3部門、同じくシングル「Someone Like You」が最優秀ポップ・ソロ・パフォーマンスの1部門。『21』は、2012年度の全世界アルバム・セールス年間チャートでも920万枚のセールスでチャートの1位を獲得しており、2年連続全世界売り上げ1位を達成した。10月に、映画『007 スカイフォール』のために書き下ろした曲「Skyfall」をリリース、翌2013年の第85回アカデミー賞で、歌曲賞を受賞した。
2013年にロサンゼルスに移住。12月19日、バッキンガム宮殿で行われたMBE授与式で、チャールズ3世（当時皇太子）からMBE勲章（大英帝国勲章）を受章、英国音楽業界への貢献を認められた。
2015年11月にリリースしたサードアルバム『25』は、アメリカでは発売初週だけで338万枚セールスを達成。アメリカとイギリスで“2015年に最も売れたアルバム”として記録された。収録曲「ハロー」のミュージックビデオはYouTube公開後88日後に再生回数10億回を突破。アルバムのテーマは“母性と後悔”。

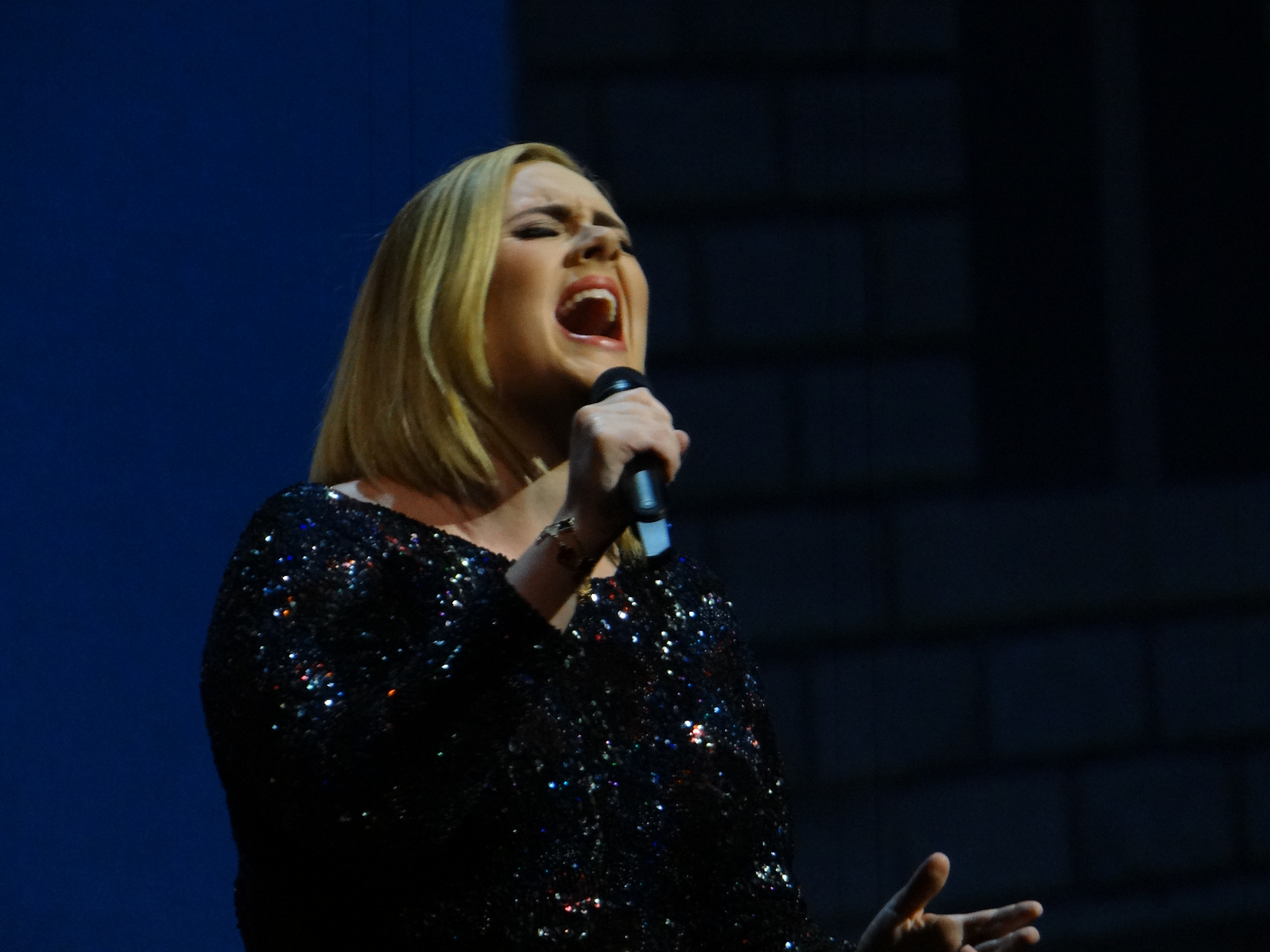
ナッシュビル公演、2016年

2016年2月28日、『SPACE SHOWER MUSIC AWARDS』で「BEST INTERNATIONAL ARTIST（もっとも優れた海外アーティストに授与される賞）」を受賞。
2017年の第59回グラミー賞では、主要3部門（最優秀アルバム賞、最優秀楽曲賞、最優秀レコード賞）含む計5部門を受賞し、史上初めて“主要4部門のうち3部門を2度制覇したアーティスト”となった。 しかし、ステージ上では涙ながらに「この賞を受け取るのは不可能。今年の最優秀アルバム賞は絶対にビヨンセの『レモネード』が獲るべきだった」と語っている。
2021年10月15日、6年ぶりの新曲「Easy On Me」を発表。11月19日に4枚目のアルバムとなる『30』をリリースすることを発表。「Easy On Me」ミュージックビデオは『25』収録の「Hello」のミュージックビデオに続きとグザヴィエ・ドランが監督を務めた。
「Easy On Me」はリリース当日のSpotifyやAmazon Musicでの1日の楽曲再生ストリーミング数の記録を更新。
アルバム『30』をリリースするにあたり、「約3年前にこのアルバムを書き始めた時は、自分が目指していたような場所から程遠く、むしろ正反対と言えるような場所にいた。自分をわざと内面的な混乱へと陥らせていた。人に知られたくないような自分の真実を学び、自分の層をどんどん剥がし、そして新たな層を作って自分を包んだ。自分の人生を牽引する本当に役立つ、健全な精神を見出し、自分のフィーリングをようやく取り戻すことができた。そして人生においてこんなにピースフルに感じたことがないと思える場所に辿り着いた。だからとうとうこのアルバムを発売する心の準備ができた。私は、労を惜しまずに自分の家と心を再構築した。このアルバムではそれが語られている。我が家とは、心がある場所だから」と自身のSNSアカウントから発信している。

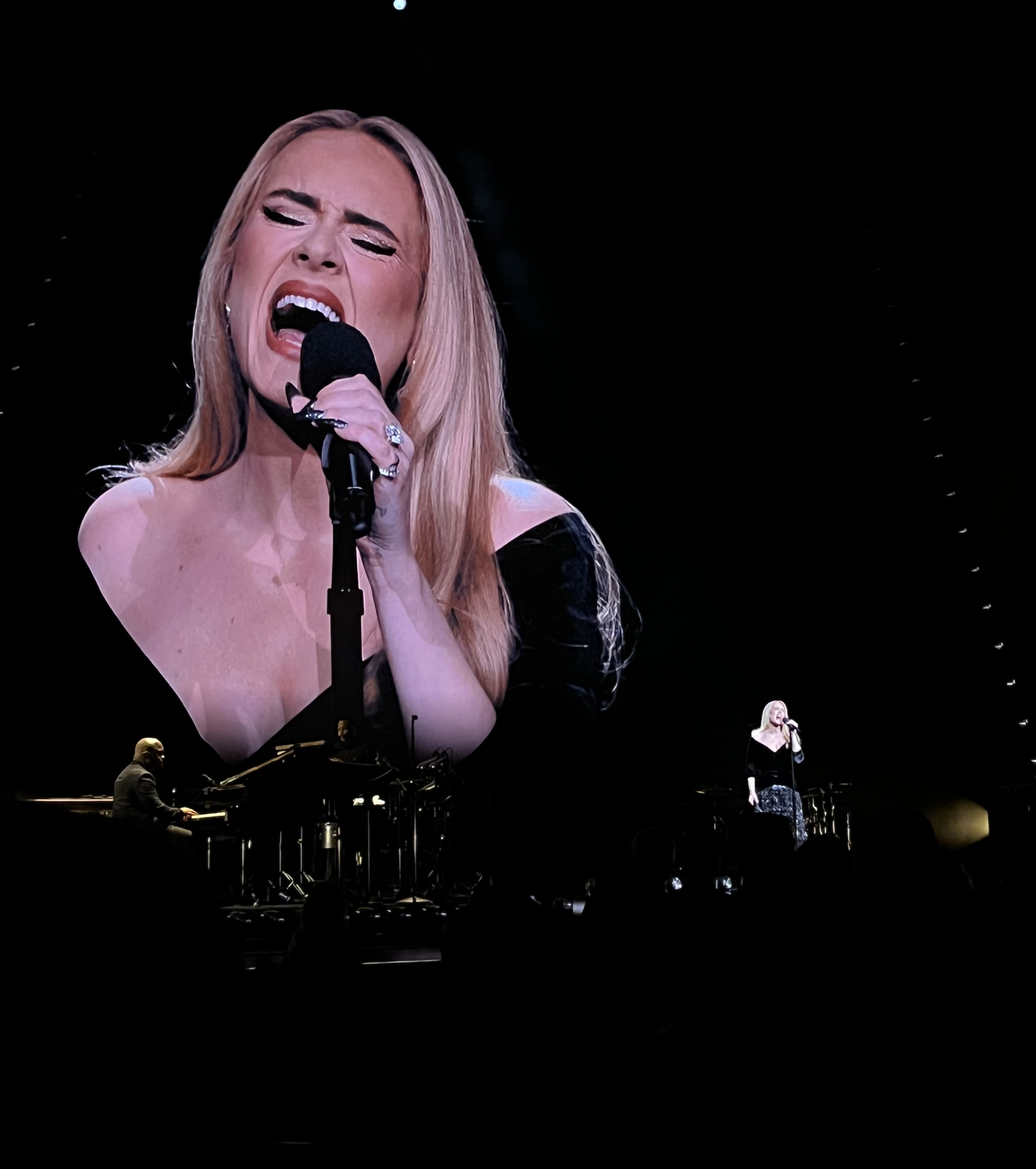
2023年、ラスベガス公演

2024年ツアーの後、長期休養を取る予定。

## 人物
本名アデル・ローリー・ブルー・アドキンス(Adele Laurie Blue Adkins MBE)。ロンドンのトッテナムで生まれた。母親はアデルを産んだ時は10代であり、父親はアデルが2歳の時に家族のもとを去った。その後、母親はシングルマザーとしてアデルを育てた。アデルは、父のことを許したことはないと語っていた。因みに実父は2021年5月に癌のために他界している。
身長175cm。北ロンドンのサッカークラブ「トッテナム・ホットスパーFC」のサポーターであるという。
「エタ・ジェイムスの曲「Fool That I Am」を聴いて、初めてシンガーになりたいと思った」と『ザ・サン』紙のインタビューで語っている。また、その曲を収録しているCDは「同じ髪型にしてもらおうとヘア・ドレッサーに見せたかったってだけ」でバーゲンの箱の中から買った、とも語っている。
2012年6月29日、恋人のサイモン・コネッキとの間に授かった第一子の妊娠を発表、10月に長男・アンジェロを出産した。2017年3月5日、オーストラリア・ブリスベンでのコンサートで、観客に結婚していることを明らかにした。2019年4月19日、代理人がAP通信に対し「アデルはパートナーと破局した。彼らは愛情を持って息子を一緒に育てることに専念している」との声明を発表した。
2019年、ウェンブリー・スタジアムで開催されたスパイス・ガールズの再結成ツアーを鑑賞したアデルは「最後にスパイス・ガールズを観たのは21年前のウェンブリーだった。今夜私の大好きな人たちと一緒になって、泣き、笑い、叫び、踊り、追憶して、10歳の頃の自分に戻ったの。私が彼女達の事を大好きだってことはよく知られているわね、彼女達は私に人生を走り抜くことと振り返らないことを教えてくれたの。」「この5人のブリティッシュ・レジェンドがいなければ私はここにいないわ、愛している。」とスパイス・ガールズへの熱い思いの丈を自身のインスタグラムに綴った。
2024年、ラスベガスで常設公演を開催している最中、観客席の中にセリーヌ・ディオンの姿を見つけたアデルは突如泣き出し、二人は熱い抱擁を交わした。

## アデルと日本
2012年に日本のファンへ感謝の手紙を送った アデル、世界初となる連続TVドラマとのタイアップが日本で実現

## ディスコグラフィ

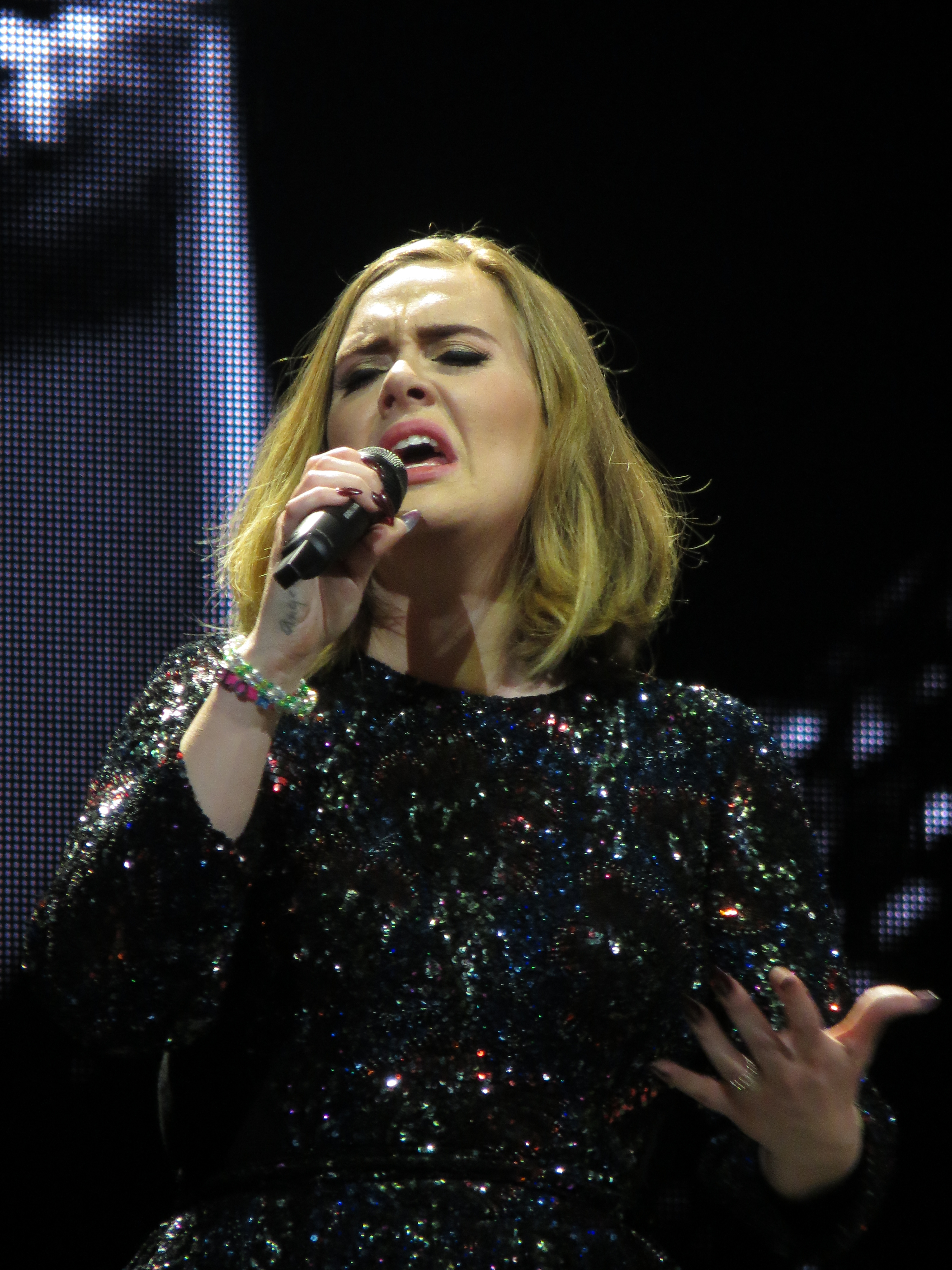
アデル（2016年）

1. 『19』 - 19（2008年）
2. 『21』 - 21（2011年）
3. 『25』 - 25（2015年）
4. 『30』 - 30（2021年）